# Вайтендорф
Вайтендорф (нім. Weitendorf) — громада в Німеччині, розташована в землі Мекленбург-Передня Померанія. Входить до складу району Людвігслуст-Пархім. Складова частина об'єднання громад Штернбергер-Зенландшафт.
Площа — 41,93 км2. Населення становить 377 ос. (станом на 31 грудня 2020).